# Acacia spectabilis
Acacia spectabilis — вид квіткових рослин з родини бобових. Ареал: Австралія (Новий Південний Уельс, Квінсленд).

## Середовище
Цей вид зустрічається в природі в сухих склерофільних лісах та вересових пустках Нового Південного Уельсу та Квінсленду та зазвичай культивується.

## Біоморфологічна характеристика
Цей кущ або дерево виростає від 1,5 до 4(6) метрів заввишки. Кора гладка, блакитно-сіра, сіра або білувата. Гілочки ± округлі в перерізі, від коротко запушених до голих; гребені не виражені. Листки двічі перисті, синьо-зелені. Яскраво-жовті кулясті квіткові головки з'являються в пазушних китицях, переважно з липня по листопад у рідному ареалі. Стручки мають довжину 4–17 см і ширину 10–19 мм.